# 黑山寒蓬
黑山寒蓬（学名：Psychrogeton nigromontanus）是菊科寒蓬属的植物。分布在伊朗、土耳其、俄罗斯、伊拉克以及中国大陆的新疆等地，生长于海拔1,200米至1,500米的地区，常生于亚高山草地。